# Estados Cis-Sutlej

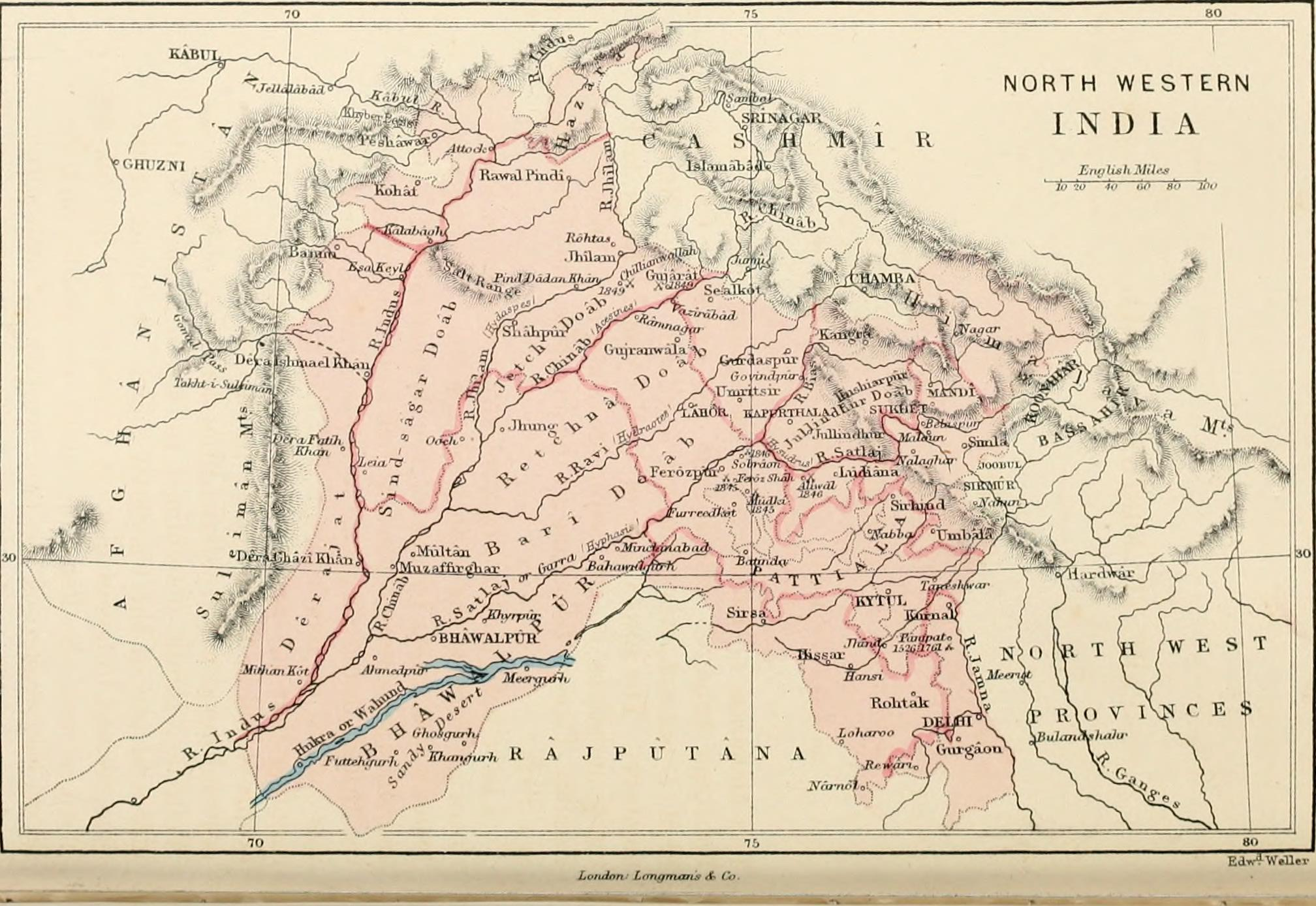
Los estados Cis-Sutlej. India del Norte. (1875)

Los estados del Cis-Sutlej (Cis-Sutlej States) fue un territorio del Punjab bajo dominio británico formado por distritos de dominio británico y algunos estados nativos.
Los distritos eran:
- Distrito de Ambala
- Distrito de Ludhiana
- Distrito de Firozpur
- Distrito de Izar

Y los estados nativos eran:
- Patiala
- Jind
- Nabha
- Faridkot
- Maler Kotla
- Kalsia

El nombre fue aplicado inicialmente en los principados sikhs del sur del río Sutlej durante los últimos años del Imperio Mogol Después de las luchas entre los marathis y los durrani afganos estos derrotaron a los sikhs el 1761 en la segunda batalla de Panipat cerca de Delhi y los persiguieron más allá del Sutlej, destruyendo Amritsar. Pero cuando los afganos se fueron en el 1765, los sikhs retomaron el poder y el culto. Entonces los sikhs se trasladaron al Punjab y pronto adquirieron el territorio entre el Sutlej y el Jumna. Eliminado el poder de los marathes en 1803 por los británicos, los sikhs quedaron divididos en numerosos principados, el más poderoso de los cuales fue el rajá de Patiala, mientras otros eran pequeños territorios de nobles que dominaban sólo algunos pueblos y de manera precaria; los más pequeños estaban dirigidos por señores sikhs que poseían un máximo de una vigésima parte de un pueblo. La fundación de la mayoría de estos estados se produjo después de la expulsión del gobernador afgano de Sirhind por fuerzas unidas sikhs de los dos lados del río el 1763. 
Estos estados estaban en guerra permanente unos con otros y los principales fueran tributarios de los marathes, hasta que emergió el gran principado de Ranjit Singh que había unificado el Punjab y conquistado Lahore el 1799 y Amritsar (después del 1802) y restauró los lugares de culto convirtiendo Amritsar en la segunda capital después de Lahore.
Ranjit Singh forzó a pequeños principados a unirse contra el enemigo; después se desplazó al sur del Sutlej exigiendo tributo a los príncipes de esta zona, los cuales, por miedo a seguir la misma suerte que los príncipes del Punjab, se unieron el 1808 en una petición de ayuda a los británicos, que reclamaban el tributo como sucesores del poder de los marathes (derrotados el 1803). La Compañía Británica de las Indias Orientales aceptó el protectorado y por un tratado de 1809 les garantizó la seguridad por los ataques que sufrían desde el norte. 
El 1811 una proclamación puso fin a las guerras internas que durante mucho tiempo habían desgastado a estos estados, y que fue la única limitación a su soberanía, puesto que conservaron plena competencia en materias civiles, criminales y fiscales, y no pagaban tributo ni tenían que aportar contingentes (pero tenían que asistir a los británicos en caso de guerra). 
El gobierno se ejerció a través del representante británico en Delhi o sus ayudantes hasta el 1840 cuando fue transferido al Agente del Gobernador General a la Provincia de la Frontera norteña-oeste con sede a Ambala y el 1842 logró el gobierno de los territorios de los estados que se habían extinguido. En la campaña del Sutlej (primera guerra sikh 1845-1846) de 1845 los príncipes no pudieron cumplir con la asistencia prometida a los británicos (incluso el ejército sikh estaba formado en su mayoría por gente procedente del Cis Sutlej) y al final de la guerra se decidió establecer una nueva jurisdicción del Cis Sutlej y por resolución de 17 de noviembre de 1846 el gobernador general confiscó algunos principados y declaró abolida la jurisdicción criminal de otros príncipes, suprimió las tasas por desplazamientos internos y aduanas, y estableció un tributo (a cambio de los servicios militares no cumplidos). Patiala, Jind, Nabha, Faridkot, Maler Kotla Chitrauli, Raikot, Buriya, y Mandot, quedaron eximidos de esta resolución pero el resto fueron incorporados a un Comisionado Británico de los Estados del Cis Sutlej con capital en Ambala como subordinados ahora del Agente Británico en Lahore.
Pronto se vio que los príncipes, privados de policía y de la jurisdicción criminal, no podían recaudar los impuestos adecuadamente y se tomaron medidas sobre las tasas y la tierra, medidas que fueron detenidas por la segunda guerra sikh, pero que siguieron en 1849 cuando al final de la guerra el Punjab fue anexionado. En junio de este año los pequeños príncipes fueron privados de los poderes soberanos y los británicos lograron todos los poderes. Los príncipes sikhs y las jefes de las compañías de caballeros sikhs (conocidos como pattidars) quedaron reducidos a la condición de jagirdars con derecho de herencia limitado a los descendentes en línea directa masculina de sus poseedores en1809. El gobierno de estos estados fue transferido al gobierno de Lahore. 
Algunos de los estados quedaron sin herederos y pasaron a los británicos: Dialgarh (1852) y Raikot (1854), mientras Mamdot fue confiscado el 1855 por mala conducta de su nawab; quedaron Patiala, Jind, Nabha, Faridkot, Maler Kotla y Kalsia.

## Nota
1. ↑   Según la lista en la Gaceta de 1885, pero hay que notar que no coincide con la lista dada a la Gaceta de 1901 donde dice que fueron 9 y algunos nombres son diferentes

- Datos: Q4527141